# Balexert
Balexert, situé dans la commune de Vernier, est un quartier de la ville et banlieue de Genève. Le nom est connu surtout par le Centre Commercial Balexert.

## Toponyme
Le nom Balexert provient du château de Bel-Essert qui était situé à l'emplacement actuel de l'arrêt Balexert des Transports publics genevois. Ce château fut détruit en 1958 pour agrandir la route de Meyrin qui longe le centre commercial. Bel vient du latin bellus et signifie beau. Quant au mot Essert, il vient du latin exsartum qui signifie défrichement et fait donc référence à un lieu défriché. Balexert signifie donc : « le beau lieu défriché ». L'évolution orthographique date du Moyen Âge ou la lettre « x » intervocalique est utilisée comme stricte équivalent au « s » sourd représenté ailleurs dans la francophonie par le doublement de la lettre « s » : « ss ». Quant à la lettre « a » au lieu du « e », elle est une variante dialectale. Le choix du « x » intervocalique au lieu du « ss » entraîne une prononciation fautive, mais non erronée, du nom. En effet, la prononciation courante est /ba.lɛ.ksɛʁ/ alors que la prononciation correcte devrait être /ba.lɛ.sɛʁ/.